# Лойбниц (Розенбах)
Лойбниц (нем. Leubnitz) — деревня в Германии, в земле Саксония. Подчиняется земельной дирекции Хемниц. Входит в состав общины Розенбах района Фогтланд. Население составляет 1469 человек (на 31 декабря 2006 года). Занимает площадь 29,64 км².
Впервые упоминается в 1300 году.
Ранее Лойбниц имела статус общины (коммуны). 1 января 2011 года вошла в состав общины Розенбах.

## Достопримечательности
Усадьба, построенная в 1794 году в стиле раннего классицизма.